# 加藤千恵 (ピアニスト)
加藤 千恵（かとう ちえ）はピアニスト。

## 経歴
北九州市小倉に生まれ、3歳の時オルガン教室に通い始める。4歳時に東京へ転居。芝久保小学校、田無第三中学校、都立武蔵高等学校、大阪府立春日丘高等学校編入を経て、大阪音楽大学器楽学科ピアノ科卒。国立音楽院音楽療法学科卒。ソリストとして、また歌、器楽、合唱団の伴奏ピアニストとして多くのステージを経験、海外演奏にも同行する。その間、大手音楽教室専門コース講師として、また自宅でのレッスンを通じ多くのピアニストの卵を育てる。現在『Kato Music World』を主幹。後進の指導、ジャズ、クラシックを基盤にしたコンサート活動、音楽療法活動を続ける。